# Tárnok, Pesta
Tárnok  este un sat în districtul Érd, județul Pesta, Ungaria, având o populație de 8.545 de locuitori (2011). 

## Demografie
Componența etnică a satului Tárnok
     Maghiari (93,8%)
     Slovaci (1,78%)
     Germani (1,26%)
     Necunoscut (1,06%)
     Alții (2,1%)
Componența confesională a satului Tárnok
     Romano-catolici (32,38%)
     Fără religie (22,24%)
     Reformați (8,34%)
     Atei (2,6%)
     Necunoscută (32,64%)
     Alte religii (3,91%)
Conform recensământului din 2011, satul Tárnok avea 8.545 de locuitori. Din punct de vedere etnic, majoritatea locuitorilor (93,8%) erau maghiari, existând și minorități de slovaci (1,78%) și germani (1,26%). Apartenența etnică nu este cunoscută în cazul a 1,06% din locuitori. Nu există o religie majoritară, locuitorii fiind romano-catolici (32,38%), persoane fără religie (22,24%), reformați (8,34%) și atei (2,6%). Pentru 32,64% din locuitori nu este cunoscută apartenența confesională.